# Fichiers (Apple)
Fichiers est un gestionnaire de fichiers développé par Apple et disponible pour les appareils tournant sous iOS 11 et ultérieurs et plus tard iPadOS. Découverte sur l'App Store quelques heures avant l'annonce officielle, elle a été officialisée lors de la conférence Apple Worldwide Developers Conference (WWDC) 2017. Fichiers permet à l'utilisateur de naviguer à travers les fichiers locaux des applications et des services de stockage en ligne tels que iCloud, Dropbox, Google Drive et OneDrive. L'application permet de sauvegarder, d'ouvrir et d'organiser des fichiers dans des dossiers. Une des grandes nouveautés présentée pour les iPad lors de la conférence était le glisser-déposer de fichiers entre Fichiers et d'autres applications, tandis que pour l'iPhone, le glisser-déposer est limité à l'intérieur de l'application. L'organisation des fichiers au sein de celle-ci peut se faire grâce à des balises et la recherche grâce à la barre latérale prévue à cet effet. L'application offre également la possibilité de lire des fichiers audio de qualité FLAC, d'afficher des fichiers textes, des images, des mémos, des vidéos et des archives ZIP.

## Histoire
Quelques heures avant la conférence l'Apple Worldwide Developers Conference du 28 avril 2017, le développeur Steve Troughton-Smith a découvert un espace réservé pour une application « Fichiers » dans l'App Store et nécessitant iOS 11,. Apple a effectivement bien confirmé qu'elle sera intégrée à iOS 11.

## Fonctionnalités
Fichiers permet à l'utilisateur de naviguer à travers les fichiers locaux des applications et des services de stockage en ligne tels que iCloud, Box, Dropbox, Google Drive, OneDrive et bien d'autres. Les utilisateurs sont en mesure de sauvegarder, d'ouvrir et d'organiser leurs fichiers, y compris de les structurer dans des dossiers et sous-dossiers. Sur l'iPad, les utilisateurs peuvent faire glisser et déposer des fichiers entre Fichiers et d'autres applications, tandis que l'iPhone bénéficie des actions de glisser-déposer mais uniquement au sein même de l'application. Il est possible d'ajouter des balises de couleur retrouvable dans la section « Tags ». Une barre de recherche en haut permet de trouver les fichiers à l'intérieur des sous-dossiers. Une option de tri selon la taille ou la date est également présente.
Avec une pression longue sur un fichier, l'application offre plusieurs options telles que « Copier », « Dupliquer », « Déplacer », « Partager », «Tags », « Infos » et « Supprimer ». Les fichiers stockés sur les services tiers peuvent être copiés sur l'appareil pour un accès hors-ligne.
Un lecteur intégré à l'application Fichiers permet la lecture de fichier audio de qualité FLAC,. L'application prend également en charge l'affichage et l'extraction d'archives ZIP. Fichiers permet également de visualiser des fichiers texte et de regarder des vidéos en AVI ou MOV, des images et des « mémos musicaux ».
À partir d'iOS 11, l'application "iCloud Drive" est supprimée et remplacée par l'application Fichiers, avec iCloud disponible comme l'un des services de stockage en ligne que les utilisateurs peuvent utiliser.